# Kitāb aṭ-ṭabīj (de al-Baġdādī)
Kitāb aṭ-ṭabīj (en árabe: كتاب الطبيخ), traducido al castellano como Libro de cocina, es un libro de cocina escrito por al-Baġdādī y publicado en el año 1226 d. C., treinta y tres años antes de la Caída de Bagdad. El libro contiene ciento cincuenta recetas de platos que se preparaban durante el Califato abasí, descritas con carácter práctico, poco detalladas y carentes de datos históricos.
En las fuentes, es común denominarlo «Kitāb aṭ-ṭabīj de al-Baġdādī», para diferenciarlo de otro reconocido manuscrito con el mismo nombre, escrito por Ibn Sayyār al-Warrāq, que es mucho más antiguo. El libro de al-Baġdādī es más escueto que el anterior.
Su valor actual es puramente histórico y permite tener indicaciones sobre los ingredientes empleados en la época, el uso de las especias y como trataban a algunos procesos culinarios.